# 高甲 (嘉靖進士)
高甲（1519年—1581年），字一卿，號西川，大寧都司保定中衛人，官籍，明朝政治人物。

## 生平
嘉靖二十五年（1546年）丙午科順天鄉試第一百八名舉人，三十八年（1559年）中式己未科會試第一百四十八名，三甲第一百九十六名進士。授安慶府推官，四十三年（1564年）七月選授南京浙江道試御史，四十四年（1565年）五月實授，奉命督理糧儲，隆慶二年（1568年）出為台州府知府，四年（1570年）十月考察，以才力不及降調。起補忻州判官，歷升大同府推官、南京戶部主事、南京戶部河南司郎中，養病歸里，萬曆九年（1581年）卒於家，享年六十三歲。

## 家族
高祖高玘；曾祖高興；祖父高友諒；父高岑。母申氏；繼母申氏。弟高科、高第、高登。子高克讓、高克訥。